# Garfield Goose and Friends
Garfield Goose and Friends es un programa de televisión infantil producido por WGN-TV en Chicago, Illinois, Estados Unidos de 1955 a 1976. El programa fue conocido como Garfield Goose and Friend de 1952 a 1955 cuando se emitió en WBKB y WBBM-TV. Fue el espectáculo de marionetas de mayor duración en televisión hasta que Barrio Sésamo rompió ese récord. El presentador del programa fue Frazier Thomas, quien habló todo. El espectáculo se centró en un títere de ganso llamado Garfield Goose, que se consideraba a sí mismo "Rey de los Estados Unidos". Había muchos otros personajes de títeres como el Conejo Romberg, el Ratón Macintosh, Chris Goose (sobrino de Garfield que nació en Navidad, de ahí "Christmas Goose") y un sabueso somnoliento llamado Beauregard Burnside III (cuyo nombre resultó ser una mezcla de dos generales  de la Guerra Civil). El programa utilizó una "Pequeña pantalla de teatro", sobre la cual la cámara hacía zoom antes de que se transmitieran dibujos animados como Total Television, The Funny Company, Clutch Cargo, The Pink Panther, Jay Ward, Hanna-Barbera, Space Angel y The Mighty Hercules.

## Historia

### Cincinnati
Thomas creó Garfield Goose para un programa de televisión local que presentó en Cincinnati. Thomas, que era nativo de Indiana y había trabajado en la radio local de Cincinnati desde antes de la Segunda Guerra Mundial, dijo que se le ocurrió la idea cuando vio a monjas católicas con un títere de calcetín en forma de ganso, con el que invitaban a los niños a "alimentar a los ganso" con donaciones para obras de caridad. Quería hacer algo especial para otorgar premios a los niños en su programa de televisión, por lo que creó un títere de Garfield Goose para ese propósito. "Garfield" era la central telefónica de la emisora de televisión. En Cincinnati, Garfield Goose vivía en un reloj de cuco, ya que siempre había querido ser un pájaro cuco.

### Chicago y WBKB

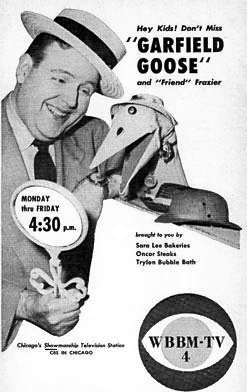
Anuncio del programa antes de julio de 1953, cuando WBBM-TV comenzó a transmitir como Canal 2.

En 1951, Thomas y Garfield Goose se mudaron a Chicago y a WBKB-TV, afiliada de CBS, que entonces estaba en el Canal 4. Al principio, el ganso era un personaje de Petticoat Party, un programa de variedades presentado por Thomas. Más tarde, cuando se pensaba que el personaje tenía suficiente atractivo para un espectáculo propio, Garfield Goose and Friend debutó el 29 de septiembre de 1952 con el titiritero de Chicago Bruce Newton. La primera titiritera de Garfield fue una secretaria de WBKB, Lee Ann Prineas, quien dejó sus deberes administrativos mientras el programa estaba al aire. El programa se transmitió directamente frente a Howdy Doody de NBC. En las primeras transmisiones, Thomas presentó el programa con traje y corbata, pero el 16 de octubre de 1952, Garfield lo nombró almirante de su marina y primer ministro. por lo que es necesario que Thomas use el uniforme con el que más se le recuerda. El uniforme ahora forma parte de la colección del Museo de Comunicaciones por Radiodifusión.
En el momento en que comenzó el programa, el sindicato Federación Estadounidense de Artistas de Radio comenzó a reconocer a quienes trabajan en televisión, convirtiéndose en la Federación Estadounidense de Artistas de Radio y Televisión. Esto hizo necesario que los artistas de televisión se afiliaran al sindicato y recibieran al menos salarios sindicales por su trabajo, que en muchos casos estaban por encima de los salarios actuales de las estaciones. Quienes aparecían ante la cámara o tenían papeles de voz ahora estaban sujetos a las regulaciones sindicales. La cadena de televisión indicó que sólo estaba dispuesta a pagar un salario a escala sindical por un intérprete del programa Garfield Goose. Obviamente se trataba de Frazier Thomas, y eso significaba que cualquier papel desempeñado por Bruce Newton se pagaría a escala no sindicalizada; tuvo que permanecer fuera de cámara y no podía hablar.
Newton hizo que Garfield Goose se comunicara con Thomas a través de una máquina de escribir fuera de la pantalla, pero Newton pronto fue reemplazado por Roy Brown; Más tarde, Brown creó el resto de los personajes de títeres del programa. El propio relato de Newton en una entrevista para The Golden Age of Chicago Children's Television lo hace abandonar el programa y sugiere que Thomas se comunique con la Academia de Bellas Artes de Chicago para obtener un reemplazo. Thomas hizo precisamente eso y se conectó con Roy Brown de esta manera.
Roy Brown se convirtió en el artista gráfico del espectáculo; él y Thomas rápidamente rediseñaron el títere de Garfield. Aunque Brown todavía era estudiante de arte y no tenía experiencia previa como titiritero cuando Thomas lo contrató para el espectáculo, el talento de Brown para este tipo de trabajo se hizo visible rápidamente. Años después de que el programa saliera del aire, Brown habló sobre su tiempo trabajando con Thomas, a quien describió como un perfeccionista. Durante esos años de trabajo juntos, Thomas le concedió a Brown la capacidad de ser creativo con los personajes del programa; Brown descubrió un ligero movimiento de la mano que hizo que pareciera que Garfield Goose estaba sonriendo. Thomas pudo conversar con los personajes del programa como si fueran amigos o vecinos, y hablar con su joven audiencia sin menospreciarlos. Fue la química de trabajo entre los dos hombres lo que hizo que el espectáculo fuera memorable y le permitió convertirse en el espectáculo de marionetas de mayor duración en la televisión.
El programa fue lo suficientemente popular entre los niños del área de Chicago en 1953 como para inspirar a Frazier Thomas y Roy Brown a colaborar en un libro, Garfield Goose Memory Book, con Thomas escribiendo la historia de Garfield Goose y Brown haciendo las ilustraciones. En él, Thomas detalla información como los nombres de los padres de Garfield, Georgia (nacido en el estado), y Godfrey, que tenía una hermana, Gloria, un cuñado, Gilbert, y un sobrino joven, Christmas. Esta rama de la familia Goose pasaba los veranos en Goosejaw, Saskatchewan, y pasaba el invierno en Goose Bay, Florida. Thomas y Brown también proporcionaron una imagen del día normal de Garfield en su castillo junto con información sobre sus años de juventud. El libro también se pudo utilizar como libro para colorear.
La primera incorporación al elenco se produjo cuando el programa tenía poco más de un año. La historia era que Garfield había contratado a un mayordomo sin el conocimiento de Frazier, quien se enteró a través de una llamada telefónica de la agencia de empleo. Llegó el día de Acción de Gracias de 1953 y era un mono capuchino llamado Gerónimo. Geronimo estuvo en el programa incluso después de que se mudó a WGN-TV. El siguiente nuevo miembro del reparto apareció el día de Navidad después de cierta confusión. Garfield le dio a Frazier una nota diciendo que tendría Christmas Goose para las fiestas. Thomas estaba horrorizado ante la idea de que le sirvieran ganso asado. La respuesta apresuradamente escrita por Garfield decía que Christmas Goose, su sobrino, se quedaría con su tío durante las vacaciones.

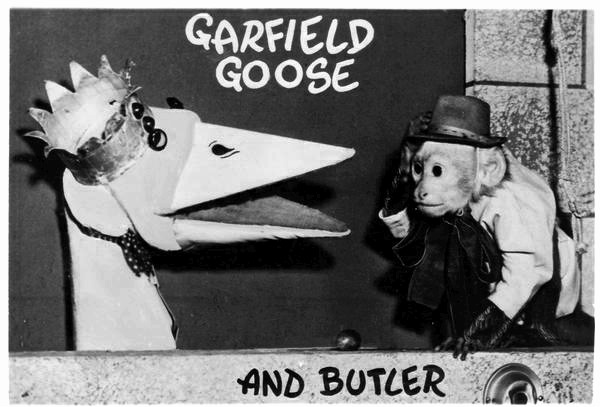
Llega Gerónimo, el mayordomo: Día de Acción de Gracias, 1953.

WBKB-TV se vendió en febrero de 1953 y se convirtió en WBBM-TV, la estación de propiedad y operación de CBS, que se trasladó al Canal 2. El contrato de venta inicial de WBKB a CBS exigía un período de un año en el que el nuevo propietario aceptaba mantener todos los programas presentes en la estación. Antes de que terminara el período de transición, Garfield Goose y Friend se mudaron a la nueva WBKB-TV, una estación operada por ABC que pasó al canal 7. Durante este período, el programa se transmitió brevemente a nivel nacional en la cadena ABC. En ese momento, Chicago no tenía un desfile del Día de Acción de Gracias para marcar el comienzo de la temporada navideña. En cambio, el State Street Council produjo un programa de televisión que presentaba programas infantiles locales populares. Mostrado tanto en WBKB como en WGN-TV en 1954, Garfield Goose fue parte de la transmisión. En el último día del programa en WBKB en 1955, Garfield dijo que ahuyentaría el castillo, mientras Thomas intentaba decirle que era imposible. Luego, el castillo salió del alcance de la cámara, gracias a las ruedas instaladas por el equipo del escenario. El programa comenzó a transmitirse en su canal de televisión permanente, WGN-TV, al día siguiente.

### WGN
Roy Brown creó, construyó y/o interpretó numerosos personajes de títeres para otros programas infantiles de WGN-TV; Uno de los primeros personajes nuevos de Brown que conoció a Garfield Goose fue Romberg Rabbit, después de que el programa se trasladara a WGN-TV. Romberg había aparecido en otro programa infantil, Quiet Riot (presentado por Buddy Black) y después de que ese programa dejó el aire, Romberg se unió a Garfield Goose, donde fue presentado como un "asistente de mago desempleado". Con la incorporación de Romberg Rabbit, Thomas comenzó a llamar al programa Garfield Goose and Friends (pluralizando el título) y Romberg comenzó a "traducir" para Garfield.
También se presentaron otros personajes. Entre ellos se encontraban: el sabueso Beauregard Burnside III, que era el jefe del servicio secreto de Garfield y que rápidamente se quedó dormido, lo que llevó a Thomas a levantar una de las orejas de Beau y gritar "¡perritos calientes, hamburguesas, espaguetis y albóndigas!". despertarlo; Macintosh Mouse, que estaba a cargo de la sala de correo del castillo. Algunos de los familiares de Garfield lo visitaban con regularidad, incluido su sobrino Christmas "Chris" Goose y la visitante de temporada "Mama" Goose (en realidad, la marioneta de Garfield Goose con peluca y gafas de abuela). Dado que sólo Thomas podía entender lo que Romberg y los otros personajes comunicaban, Thomas repetía lo que los títeres "decían" para que los espectadores lo entendieran. Garfield también bajaba a su castillo y escribía una nota (los espectadores escucharían el sonido de una máquina de escribir), mostrándola a Thomas para que la leyera en voz alta.
El programa fue entretenido y sutilmente educativo. Los invitados del Museo de Ciencia e Industria, el Zoológico de Lincoln Park y los propios espectadores del programa con sus proyectos de hobby hicieron que el aprendizaje fuera interesante y divertido. En 1968, el sencillo aspecto educativo del programa salvó la vida de un niño de cuatro años. Él y su hermano mayor se habían caído a través del hielo en un arroyo cerca de su casa. La madre de los niños respondió a los gritos de ayuda de su hijo mayor; Después de rescatarlos, su hijo menor no respiraba. La madre supo responder a esta emergencia gracias a un segmento de Garfield Goose sobre exploración donde se mostró un cortometraje sobre cómo salvar vidas. Al recordar lo que había visto en la película cuando veía el programa con sus hijos, pudo reanimar a su pequeño de cuatro años. El programa también tenía un tono moral tranquilo, ya que Thomas le explicaba a Garfield por qué algo que había hecho o quería hacer estaba mal.
Las actuaciones de Thomas con el arpa judía llevaron al rey de los Estados Unidos a buscar un lugar en su castillo fuera del alcance de sus oídos o simplemente a golpear en la cabeza a su primer ministro y almirante de su armada. Cuando Thomas cantó "Jingle Bells" en latín en el programa durante las vacaciones, explicó el significado de las palabras a su joven audiencia y se ofreció a enviar copias de las palabras a cualquiera que le escribiera. Lo inundaron de solicitudes; Nos llevó semanas encargarnos del envío de todas las respuestas. Además de presentar el programa entre semana, Thomas escribió todos los guiones y produjo el programa. El capítulo local de la Academia de Artes y Ciencias de la Televisión no comenzó a otorgar premios Emmy hasta 1958; el primer ganador del premio al Mejor Artista Infantil Masculino fue Thomas; ganó otro premio en 1964.
El programa permaneció en WGN-TV (canal 9), que compró los derechos en 1955, durante más de dos décadas, la mayor parte del tiempo al final de la tarde, después de que los niños regresaban a casa de la escuela. En 1957, Pat Weaver, que creó los programas Today y Tonight para NBC, tenía esperanzas de iniciar una cuarta cadena. WGN-TV también esperaba poder distribuir algunos de sus programas más populares a través de él; uno de ellos fue Garfield Goose and Friends. A principios de la década de 1970, el programa perdió audiencia lentamente debido a la competencia y se trasladó a las mañanas de los días laborables. La larga duración del programa terminó el 10 de septiembre de 1976.

### El circo de Bozo

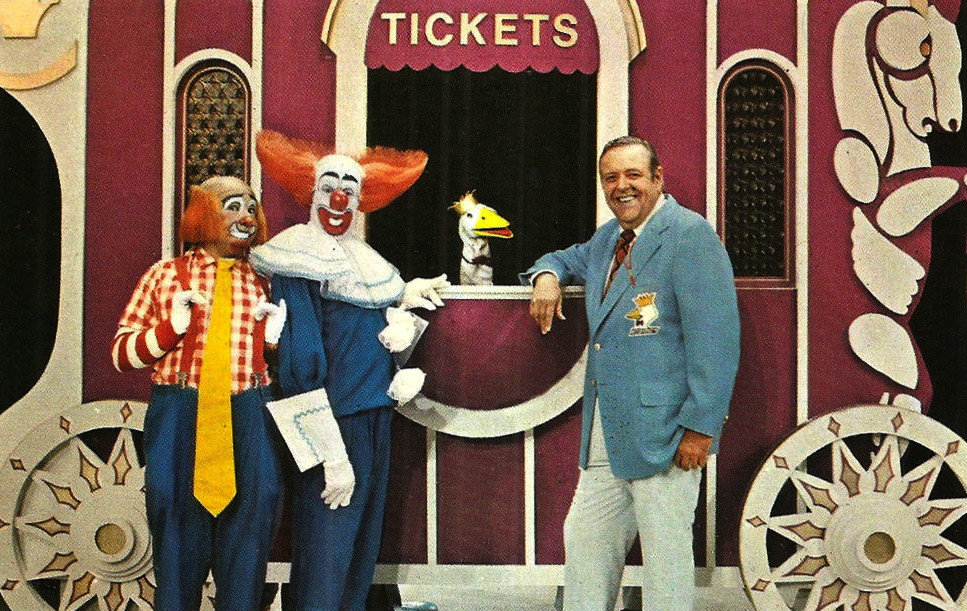
Frazier y Garfield se unen al Circo de Bozo en 1976. También aparecen en la foto Roy Brown (Cooky the Clown) y Bob Bell (Bozo).

Frazier Thomas había asumido el papel de "director de circo" en el exitoso programa Bozo's Circus de WGN-TV después del retiro del maestro de ceremonias Ned Locke en 1976. Thomas mantuvo a sus títeres en el aire con una trama en la que Garfield "compró" el Circo de Bozo. Los títeres hicieron apariciones diarias hasta 1981. Thomas trabajó en Bozo's Circus, más tarde retitulado The Bozo Show, hasta su muerte en 1985. En 1987, los títeres fueron donados al Museo de Comunicaciones por Radiodifusión de Chicago. La pantalla inicialmente incluía a Garfield Goose, Romberg Rabbit, Macintosh Mouse, Beauregard Burnside III, Christmas Goose y Ali Gator (este último, un personaje que apareció sólo brevemente en una aventura serializada durante los primeros años del programa). Posteriormente, Ali Gator fue retirado de la exhibición del museo.

## Secuelas
Después de abandonar el programa desde el principio y en contra de los deseos de Frazier Thomas y Roy Brown, Bruce y Claire Newton montaron un espectáculo itinerante de Garfield Goose Telepuppets en vivo en eventos del vecindario durante muchos años después de que la serie dejó de emitirse, junto con otros títeres que no eran de Garfield Goose. construido y realizado por la pareja para otros espectáculos. Para disgusto de Thomas y Brown, la dirección de WGN-TV decidió no seguir adelante con el asunto. Aunque Bruce Newton afirmaría más tarde que su programa itinerante presentaba el primer títere de Garfield Goose utilizado en WBKB-TV, una noticia de 1991 describió este títere como un prototipo. Después de la muerte de Thomas, Newton intentó afirmar que Garfield Goose fue enteramente idea suya. El director general de WBKB-TV en el momento en que el programa salió al aire, Sterling "Red" Quinlan, dice que fue Frazier Thomas a quien se le ocurrió el concepto de Garfield Goose.
Como sucedió a menudo durante la década de 1950 y principios de la de 1960 (como con The Tonight Show Starring Johnny Carson o el primer juego del Super Bowl), Garfield Goose and Friends se transmitió en vivo durante gran parte de su historia. WGN no conservó muchas cintas de sus producciones locales, incluida Garfield Goose And Friends . Más bien, como las bobinas de cinta de vídeo eran muy costosas, se reciclaron ahorrativamente. La dirección de la emisora no previó el valor que tendrían las grabaciones de estas emisiones. Sólo se conservaron cuatro episodios completos: del 14 al 15 de marzo de 1974 y del 9 al 10 de septiembre de 1976 (siendo los dos últimos los dos últimos programas emitidos en la serie).
En diciembre de 2005, WGN-TV emitió un especial en horario estelar llamado Bozo, Gar and Ray: WGN TV Classics, que mostraba el clip guardado más antiguo conocido del programa, en el que Garfield Goose había conseguido "afortunadamente" entradas para la Serie Mundial de 1959 en Parque Comiskey de Chicago. Como sucedió en el momento de esta transmisión de 2005, los White Sox habían ganado la Serie Mundial de 2005, que además fue su primera aparición en la Serie Mundial desde 1959. Imágenes adicionales de cinescopio en color de 1965 provienen de una película antigua de ventas de WGN-TV que también incluye algunas escenas del Circo de Bozo . La transmisión obtuvo el número uno en índices de audiencia en el mercado de Chicago y se repite anualmente durante la temporada navideña.
En 2005, el Museo de Comunicaciones por Radiodifusión otorgó al Estudio 1 de WGN-TV una placa para conmemorar los cuarenta años de transmisión televisiva para niños desde el estudio. Garfield Goose and Friends con una imagen de Frazier Thomas y Garfield, está en la placa junto con Ray Rayner para Ray Rayner and Friends y Bob Bell con Bozo's Circus.